# Maraški petak
Maraški petak je hrvatski katolički zavjetni blagdan Čudotvornog svetog Križa. Zove se Maraški petak, jer se slavi prvog petka u mjesecu ožujku.

## Povijest
1614. je godine bilo kulminiralo pitanje osamostaljenje župe Vrboska, koje se vuklo još od 1504. godine.
Radilo se o odnosu Vrbanja i Vrboske, luke sela Vrbanja. Zbog osamostaljivanja nastale su dvije vjerničke frakcije vođene dvjema bratovštinama. Jedna je bila za osamostaljenje i odvajanje Vrboske od vrbanjske župe, a druga da stvari ostanu kakve jesu. Prva je bila je uz crkvu sv. Marije („crkva-tvrđava“), a druga uz crkvu sv. Lovre. Nekakvo je rješenje nađeno 1558. uvođenjem sustava dvojne pastorizacije, pa je župna crkva svake godine bila u drugom mjestu, crkva sv. Lovre jedne godine, druge godine crkva sv. Marije. Kapelani tih dviju bratovština naizmjence su bili župnici. Ipak, nisu se nikako mogle složiti u razmiricama koje su izbile oko osamostaljenja župe, a nesloga je izrasla u pravu netrpeljivost.
11. travnja 1614. godine zbilo se čudo. U svojoj je kući djevojčica Katarina Ordinanović, kći pomorca Petra Ordinanovića (danas izumrle obitelji) primijetila da s raspela na zidu u njihovoj obiteljskoj kući padaju krvave suze. Križ u Vrboskoj proplakao je krvavim suzama zbog te nesloge. Ubrzo je taj događaj protumačen kao poziv na pomirenje dviju zavađenih strana.
Zaprepašteni ukućani pozvali su mještane. U kuću je došao župnik te su u svečanom ophodu prenijeli raspelo u crkvu-tvrđavu sv. Marije.
Pučka legenda dodala je još neke događaje. Kad se je križ nosio u crkvicu, udrila je šćiga (vrsta plime), pa se nije moglo mostom preko kanala (kanal dijeli Vrbosku na dva dijela - Podve i Pjacu), pa je ophod morao na drugi kraj ići obalom. Zbog tad aktualnog bjesnećeg neprijateljstva između dviju bratovština Podva i Pjace, Kristove su krvave suze povezane s ovim čudesnim događajem: šćiga je prisilila mještane ići istim putem, simbolično ujedinivši to sukobima razjedeno mjesto. Ljudi su na to sve suze sa sv. Križa i šćigu protumačili "kao Božji poziv na pomirenje i pokoru zavađenih strana", što se je i zbilo, Stoga je blagdan štovanja Svetog križa imao izrazito pokorničko značenje". Vrboska je od tada bila i ostala hodočasničko središte hvarskim otočanima, ali i širem pučanstvu.
Hvarski biskup Cedulin odlučio je da se premjesti sv. Križ te je 11. travnja 1614. iz kuće Petra Ordinanovića u procesiji premješten u Gospinu crkvu. Postavljen je na pokrajnji oltar gdje mu je bilo izvorno mjesto štovanja. Blagdan se je prvotno slavio u Gospinoj crkvi, a danas u župnoj crkvi sv. Lovre gdje je i sv. Križ. U starim je vremenima bio izrazito pokorničke naravi, pa je Vrboska prvog petka u ožujku bila hodočasničko središte. Veliki intenzitet štovanja križa zadržao se je do danas. 
Vjernici čudotvornost sv. Križa vide u zaštiti od bombardiranja u drugom svjetskom ratu.
Fra Ljudevit Matković iz Vrboske napisao je pjesmu Zdravo križu koja je postala je svojevrsna himna i izričaj pasionske baštine otoka Hvara.
Zid obiteljske kuće Ordinanovića na Podvi, na kojemu je visio križ postoji još i danas.
Iako je sv. Lovre zaštitnik mjesta, Maraški je petak veći blagdan u Vrboskoj.

## Križ
Današnji izgled križa potječe iz 1782. godine. Tad ga je zlatar Božo Nicolini okovao u srebro i zlato. 1895. je godine hrvatski kipar Ivan Rendić u župnoj crkvi sv. Lovre za sv. Križ izradio monumentalno svetohranište-kustodiju.

## Pokorničke pjesme
- Sin se Božji karvlju znoji, da grišnike s njon posvoji